# 7de Oscaruitreiking
De 7de Oscaruitreiking, waarbij prijzen werden uitgereikt aan de beste prestaties in films in 1934, vond plaats op 27 februari 1935 in het Biltmore Hotel in Los Angeles. De ceremonie werd gepresenteerd door Irvin S. Cobb.
De grote winnaar van de avond was It Happened One Night, met in totaal vijf nominaties en vijf Oscars.

## Winnaars en genomineerden

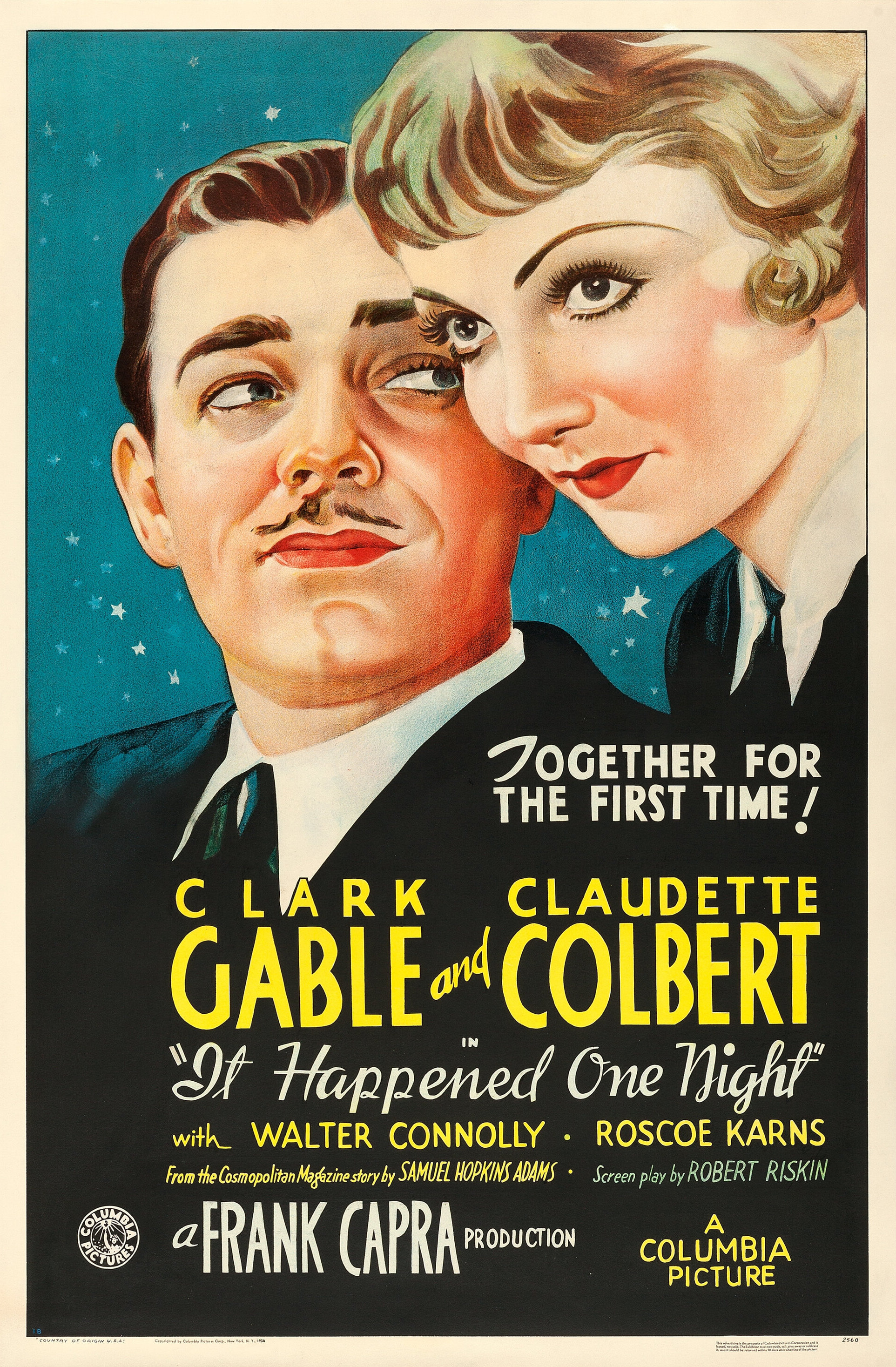
Poster It Happened One Night, beste film

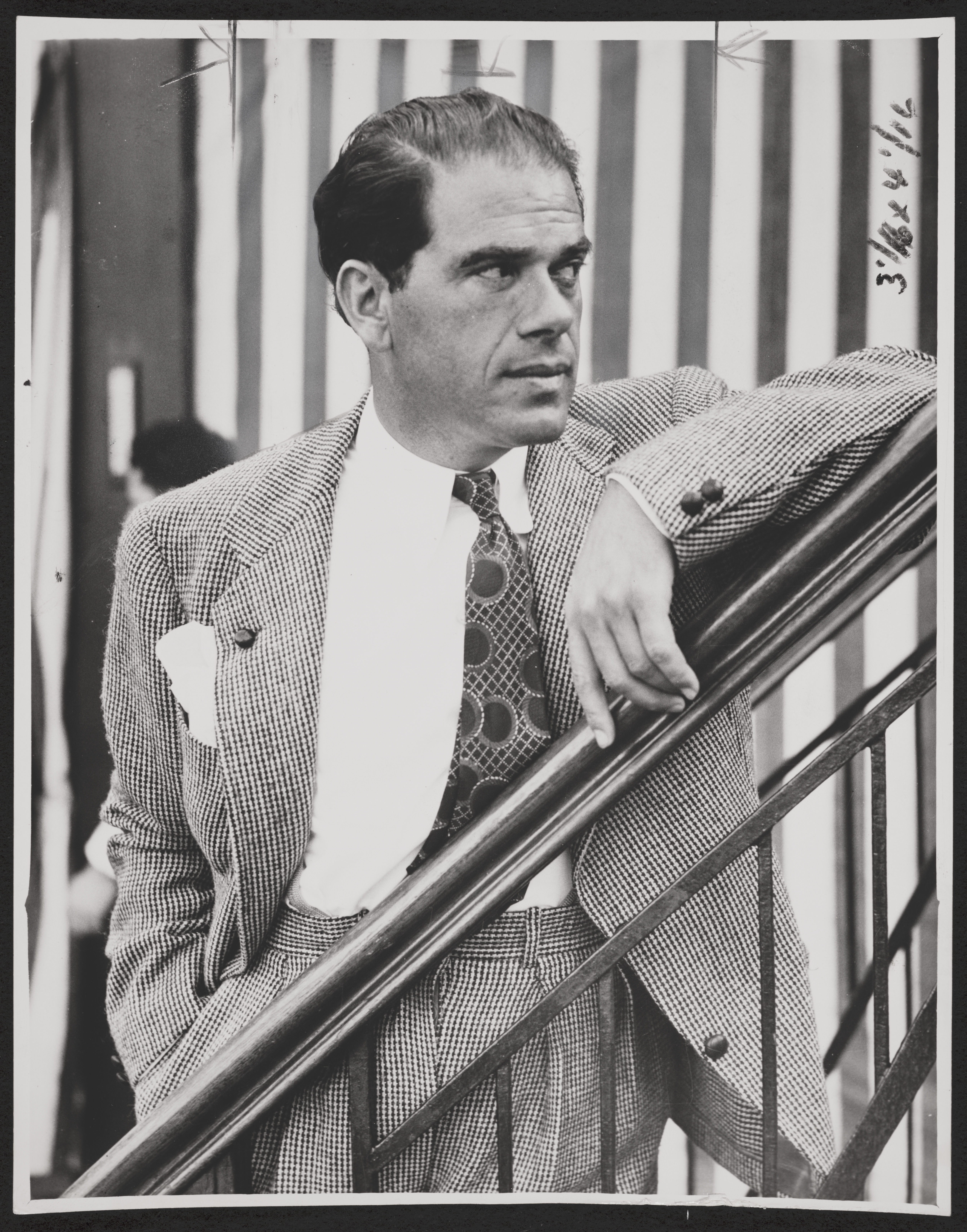
Frank Capra, beste regisseur

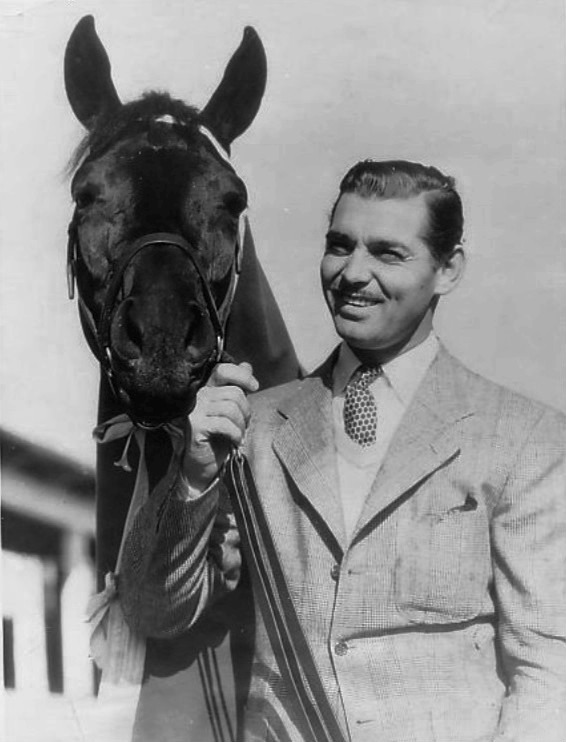
Clark Gable, beste acteur

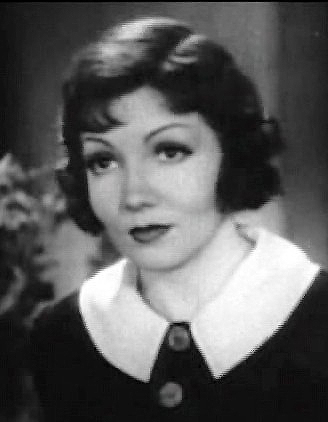
Claudette Colbert, beste actrice

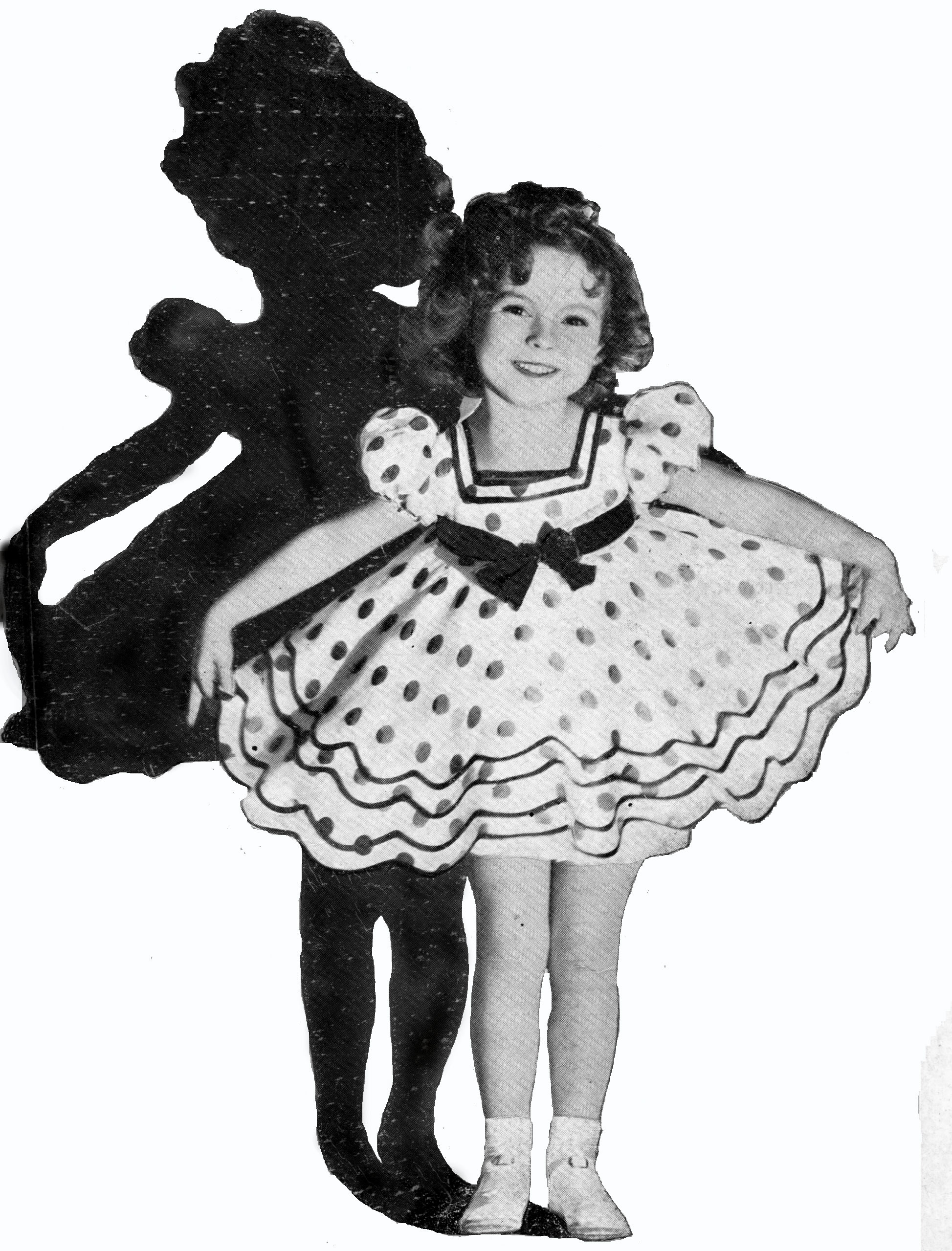
Shirley Temple, speciale prijs

De winnaars staan bovenaan in vet lettertype.

#### Beste film
- It Happened One Night - Columbia
  - The Barretts of Wimpole Street - Metro-Goldwyn-Mayer
  - Cleopatra - Paramount
  - Flirtation Walk - First National
  - The Gay Divorcee - RKO Radio
  - Here Comes the Navy - Warner Bros.
  - The House of Rothschild - 20th Century
  - Imitation of Life - Universal
  - One Night of Love - Columbia
  - The Thin Man - Metro-Goldwyn-Mayer
  - Viva Villa! - Metro-Goldwyn-Mayer
  - The White Parade - Jesse L. Lasky

#### Beste regisseur
- Frank Capra - It Happened One Night
  - Victor Schertzinger - One Night of Love
  - W.S. Van Dyke - The Thin Man

#### Beste acteur
- Clark Gable - It Happened One Night
  - Frank Morgan - The Affairs of Cellini
  - William Powell - The Thin Man

#### Beste actrice
- Claudette Colbert - It Happened One Night
  - Bette Davis - Of Human Bondage
  - Grace Moore - One Night of Love
  - Norma Shearer - The Barretts of Wimpole Street

#### Beste bewerkte scenario
- It Happened One Night - Robert Riskin
  - The Thin Man - Frances Goodrich en Albert Hackett
  - Viva Villa! - Ben Hecht

#### Beste verhaal
- Manhattan Melodrama - Arthur Caesar
  - Hide-Out - Mauri Grashin
  - The Richest Girl in the World - Norman Krasna

#### Beste camerawerk
- Cleopatra - Victor Milner
  - The Affairs of Cellini - Charles Rosher
  - Operator 13 - George Folsey

#### Beste montage
- Eskimo - Conrad Nervig
  - Cleopatra - Anne Bauchens
  - One Night of Love - Gene Milford

#### Beste artdirection
- The Merry Widow - Cedric Gibbons en Fredric Hope
  - The Affairs of Cellini - Richard Day
  - The Gay Divorcee - Van Nest Polglase en Carroll Clark

#### Beste originele muziek
- One Night of Love - Columbia Studio Music Department
  - The Gay Divorcee - RKO Radio Studio Music Department
  - The Lost Patrol - RKO Radio Studio Music Department

#### Beste originele nummer
- "The Continental" uit The Gay Divorcee - Muziek: Con Conrad, tekst: Herb Magidson
  - "Carioca" uit Flying Down to Rio - Muziek: Vincent Youmans, tekst: Edward Eliscu en Gus Kahn
  - "Love in Bloom " uit She Loves Me Not - Muziek: Ralph Rainger, tekst: Leo Robin

#### Beste geluid
- One Night of Love - Columbia Studio Sound Department, John Livadary
  - The Affairs of Cellini - United Artists Studio Sound Department, Thomas T. Moulton
  - Cleopatra - Paramount Studio Sound Department, Franklin B. Hansen
  - Flirtation Walk - Warner Bros.-First National Studio Sound Department, Nathan Levinson
  - The Gay Divorcee - RKO Radio Studio Sound Department, Carl Dreher
  - Imitation of Life - Universal Studio Sound Department, Theodore Soderberg
  - Viva Villa! - Metro-Goldwyn-Mayer Studio Sound Department, Douglas Shearer
  - The White Parade - Fox Studio Sound Department, E.H. Hansen

#### Beste korte film

##### Komedie
- La Cucaracha - Kenneth Macgowan
  - Men in Black - Jules White
  - What, No Men! - Warner Bros.

##### Vernieuwend
- City of Wax - Stacy Woodard en Horace Woodard
  - Bosom Friends - Skibo Productions
  - Strikes and Spares - Pete Smith

#### Beste korte animatiefilm
- The Tortoise and the Hare - Walt Disney
  - Holiday Land - Charles Mintz
  - Jolly Little Elves - Walter Lantz

#### Beste regieassistent
- John Waters - Viva Villa!
  - Scott Beal - Imitation of Life
  - Cullen Tate - Cleopatra

#### Speciale award
- Shirley Temple, in erkenning van haar buitengewone bijdrage aan het schermentertainment in 1934.[2]

## Films met meerdere nominaties
De volgende films ontvingen meerdere nominaties:
| Nominaties | Film                           | Awards |
| ---------- | ------------------------------ | ------ |
| 6          | One Night of Love              | 2      |
| 5          | Cleopatra                      | 1      |
| 5          | The Gay Divorcee               | 1      |
| 5          | It Happened One Night          | 5      |
| 4          | The Affairs of Cellini         |        |
| 4          | The Thin Man                   |        |
| 4          | Viva Villa!                    | 1      |
| 3          | Imitation of Life              |        |
| 2          | The Barretts of Wimpole Street |        |
| 2          | Flirtation Walk                |        |
| 2          | The White Parade               |        |